# 斯泰波韦 (沃佳内市镇)
47°17′59″N 34°30′47″E / 47.29972°N 34.51306°E
斯泰波韋（烏克蘭語：Степове）是位於烏克蘭東南部的村莊，由扎波羅熱州瓦西里夫卡區的沃佳内市镇負責管轄。該村始建於1963年，面積0.05平方公里，2001年人口33，人口密度每平方公里660人。